# شهرستان المعافر
ناحیهٔ المعافر (به عربی: مدیریة المعافر) یک ناحیه در یمن است که در استان تعز واقع شده‌است.

## خصوصیات
ناحیهٔ المعافر ۱۱۰٬۹۲۴ نفر جمعیت دارد.